# 가토 무쓰키 (축구 선수)
가토 무쓰키(일본어: 加藤 陸次樹, 1997년 8월 6일~)는 일본의 축구 선수이다.

## 구단 경력
그는 2020년 J2리그의 츠바이겐 가나자와에 입단했다. 2020년엔 리그 42경게 출전하여 13득점을 기록했다. 2021년 J1리그의 세레소 오사카로 이적했다. 2021년과 2022년 2번의 J리그컵 준우승을 차지했다. 2023년까지 78경기에 출전하여, 16득점을 넣었다. 2023년 7월 산프레체 히로시마로 이적했다.